# 이경민 (배우)
이경민(1996년 ~ )은 대한민국의 배우이다.

## 학력
- 동국대학교 연극영화학과

## 출연작

### 드라마
- 《써치》 (2020년, OCN) - 오 상병 역
- 《경이로운 소문》 (2020년, OCN) - 강한울 역
- 《허쉬》 (2020년, JTBC) - 정세준의 아들 역
- 《어게인 마이 라이프》 (2022년, SBS) - 구승혁 역
- 《대행사》 (2023년, JTBC) - 서장우 역
- 《이로운 사기》 (2023년, tvN) - 유일 역
- 《경이로운 소문 2 : 카운터 펀치》 (2023년, tvN) - 강한울 역

### 영화
- 《악의 도시》 (2025년) - 게임남 2 역

### 뮤직비디오
- 천단비 - 괜찮아지는 법